# Lijst van Europese wedstrijden van Norwich City FC
De Engelse voetbalclub Norwich City FC speelt sinds 1993 wedstrijden in Europese competities. Hieronder volgt een overzicht van de gespeelde wedstrijden per seizoen.

## Overzicht
Uitslagen vanuit gezichtspunt Norwich City
| Seizoen                                                    | Competitie | Ronde | Land               | Club           | Totaalscore | 1e W    | 2e W    | PUC |
| ---------------------------------------------------------- | ---------- | ----- | ------------------ | -------------- | ----------- | ------- | ------- | --- |
| 1993/94                                                    | UEFA Cup   | 1R    | Vlag van Nederland | Vitesse Arnhem | 3-0         | 3-0 (T) | 0-0 (U) | 6.0 |
|                                                            |            | 2R    | Vlag van Duitsland | Bayern München | 3-2         | 2-1 (U) | 1-1 (T) | 6.0 |
|                                                            |            | 1/8   | Vlag van Italië    | Internazionale | 0-2         | 0-1 (T) | 0-1 (U) | 6.0 |
| Totaal aantal behaalde punten voor UEFA coëfficiënten: 6.0 |            |       |                    |                |             |         |         |     |

## Statistieken

### UEFA Cup (seizoen 1993/94)
Bijgaand een overzicht van de spelers die Norwich City FC onder leiding van trainer-coach Mike Walker vertegenwoordigden in de UEFA Cup, seizoen 1993/94. De club uit Engeland werd in de achtste finales uitgeschakeld door het Italiaanse Internazionale, nadat het achtereenvolgens Vitesse en Bayern München had uitgeschakeld.
| Naam              | Min. | Duels | B | Werd in het veld gebracht | Werd van het veld gehaald | Goal | Kreeg geel | Kreeg voor de tweede keer geel en dus rood | Weggestuurd |
| ----------------- | ---- | ----- | - | ------------------------- | ------------------------- | ---- | ---------- | ------------------------------------------ | ----------- |
| Mark Bowen        | 540' | 6     | 6 | 0                         | 0                         | 1    | 0          | 0                                          | 0           |
| Ruel Fox          | 538' | 6     | 6 | 0                         | 1                         | 0    | 0          | 0                                          | 0           |
| Jeremy Goss       | 540' | 6     | 6 | 0                         | 0                         | 3    | 0          | 0                                          | 0           |
| Bryan Gunn        | 540' | 6     | 6 | 0                         | 0                         | 0    | 1          | 0                                          | 0           |
| Rob Newman        | 540' | 6     | 6 | 0                         | 0                         | 0    | 0          | 0                                          | 0           |
| Chris Sutton      | 539' | 6     | 6 | 0                         | 1                         | 0    | 0          | 0                                          | 0           |
| Ian Crook         | 450' | 5     | 5 | 0                         | 0                         | 0    | 0          | 0                                          | 0           |
| Ian Culverhouse   | 450' | 5     | 5 | 0                         | 0                         | 0    | 0          | 0                                          | 0           |
| Ian Butterworth   | 360' | 4     | 4 | 0                         | 0                         | 0    | 1          | 0                                          | 0           |
| John Polston      | 360' | 4     | 4 | 0                         | 0                         | 1    | 0          | 0                                          | 0           |
| Daryl Sutch       | 158' | 4     | 1 | 3                         | 1                         | 0    | 0          | 0                                          | 0           |
| Efan Ekoku        | 259' | 3     | 3 | 0                         | 2                         | 1    | 0          | 0                                          | 0           |
| Gary Megson       | 176' | 3     | 2 | 1                         | 1                         | 0    | 0          | 0                                          | 0           |
| Darren Eadie      | 86'  | 2     | 1 | 1                         | 1                         | 0    | 0          | 0                                          | 0           |
| Lee Power         | 26'  | 2     | 0 | 2                         | 0                         | 0    | 0          | 0                                          | 0           |
| Spencer Prior     | 169' | 2     | 2 | 0                         | 1                         | 0    | 0          | 0                                          | 0           |
| Mark Robins       | 16'  | 2     | 1 | 1                         | 1                         | 0    | 0          | 0                                          | 0           |
| Ade Akinbiyi      | 13'  | 1     | 0 | 1                         | 0                         | 0    | 0          | 0                                          | 0           |
| Robert Ullathorne | 90'  | 1     | 1 | 0                         | 0                         | 0    | 0          | 0                                          | 0           |
| Colin Woodthorpe  | 90'  | 1     | 1 | 0                         | 0                         | 0    | 0          | 0                                          | 0           |
|                   |      |       |   |                           |                           |      |            |                                            |             |
| Neil Adams        | 0    | 0     | 0 | 0                         | 0                         | 0    | 0          | 0                                          | 0           |
| Scott Howie       | 0    | 0     | 0 | 0                         | 0                         | 0    | 0          | 0                                          | 0           |
| Andy Johnson      | 0    | 0     | 0 | 0                         | 0                         | 0    | 0          | 0                                          | 0           |
| Andy Marshall     | 0    | 0     | 0 | 0                         | 0                         | 0    | 0          | 0                                          | 0           |
| Dave Smith        | 0    | 0     | 0 | 0                         | 0                         | 0    | 0          | 0                                          | 0           |